# Ocotlán de Morelos
Ocotlán de Morelos es una localidad del estado mexicano de Oaxaca. Es cabecera del municipio de Ocotlán de Morelos.

## Demografía
| Censo | Población |
| ----- | --------- |
| 1900  | 3 146     |
| 1910  | 3 426     |
| 1921  | 3 059     |
| 1930  | 4 233     |
| 1940  | 4 270     |
| 1950  | 4 808     |
| 1960  | 5 298     |
| 1970  | 5 882     |
| 1980  | 4 838     |
| 1990  | 10 219    |
| 1995  | 11 521    |
| 2000  | 12 583    |
| 2005  | 13 728    |
| 2010  | 15 016    |
| 2020  | 16 645    |